# Вострый меч
«Вострый меч» (vorpal sword или vorpal blade) — словосочетание, придуманное Льюисом Кэрроллом. Оно встречается в его стихотворении «Бармаглот», входящем в повесть-сказку «Алиса в Зазеркалье».

## Контекст и этимология
В 1871 году Кэрролл опубликовал свою повесть «Алиса в Зазеркалье». В самом начале повести Алисе встречается стихотворение «Бармаглот», описывающее убийство чудовища. «Вострый меч» встречается в стихотворении дважды, в двух вариантах:
- He took his vorpal sword in hand
- The vorpal blade went snicker-snack!

Как и в случае с многими другими словами этого произведения, смысл слова «vorpal» следует из его контекста. Обычно он понимается как прилагательное со значением «смертельный» или «острый», однако может обозначать и материал (в некоторых переводах — «бурлатный»). Александр Тейлор, автор биографии Кэролла «The White Knight», предположил, что слово сложено из букв слов «verbal» и «gospel». Сам же Льюис Кэрролл однажды написал: «Боюсь, что я не смогу объяснить 'vorpal blade'».

## Переводы в русской литературе
Фраза «He took his vorpal sword in hand» в русской литературе переводилась по-разному, иногда с переводом слова «vorpal», иногда без перевода:
- Но взял он меч, и взял он щит (Дина Орловская)
- Вынул меч он бурлатный тогда из ножен (Татьяна Щепкина-Куперник)
- Свой чудо-юдоострый меч Он взял и дринулся вперед (Владимир Орёл)
- Берет поротрубенный меч и выходит (Михаил Вербицкий)[2]
- Он встал с мечом, сказал «Рискнем!» (Дмитрий Манин)

## В культуре
В сериях настольных ролевых игр Dungeons & Dragons меч, обладающий крайне редкой магической способностью Vorpal, с каждым ударом имеет небольшой шанс отрубить противнику голову (если, конечно, она у него есть), что мгновенно убивает его (исключение — если противник имеет несколько голов либо способен действовать без головы). В компьютерной игре «Nethack» также присутствует как оружие, которым можно отрубить голову противника с вероятностью 5 % за один удар. Вострый нож является главным оружием в играх American McGee’s Alice и Alice: Madness Returns. Также он встречается в видеоигре Final Fantasy 1987 года, в серии комиксов «Fables» и в настольной карточной игре «Манчкин 3: Клирические ошибки».
Вострый меч является главным артефактом в фильме Тима Бёртона «Алиса в Стране чудес». По мнению критиков, «Тим Бёртон… создает как раз такую героическую сказку, которую пародирует Кэрролл. Главные задачи героини фильма: приручить Брандашмыга, завладеть „Вострым Мечом“ и, как уже было сказано, победить Бармаглота. То есть Алиса из фильма принимает на себя типичные функции героя-драконоборца». По сюжету фильма создана компьютерная игра Alice in Wonderland, где нахождение Вострого меча также является основным заданием.
Вострый меч — также оружие Всадника-без-головы в фильме Бёртона «Сонная Лощина» 1999 года. В главах «Хроник Амбера» Роджера Желязны, где встречаются образы из произведений Кэрролла, фигурирует в частности и Вострый (в другом переводе Стрижающий) меч.
В аниме «Kuroko no basket. Last game» команда главных героев называется «Vorpal swords».
В компьютерной игре «League of Legends» есть отсылка. Одна из способностей чемпиона Shen имеет название «Vorpal Blade».
В компьютерной игре «Heroes of the Storm» также имеется отсылка подобная отсылка. Один из талантов героя Zeratul называется «Vorpal Blade».
В компьютерной игре «Lineage II» есть отсылка. Один из доспехов называется «Vorpal»
В романе Джона Ринго «Vorpal Blade» «вострым мечом» назван космический корабль землян, построенный с использованием инопланетных технологий. Характерной особенностью внешнего вида космического корабля является тридцатиметровый шип, похожий на меч нарвала, на форштевне; этот шип и послужил причиной для выбора имени. Вся тетралогия «Путешествие космического пузырька», второй книгой в которой является «Vorpal Blade», наполнена отсылками к творчеству Льюиса Кэрролла, например, первый роман серии называется «В зазеркалье» («Into the Looking Glass»).
В компьютерной игре Warcraft III для баллист ночных эльфов доступно усовершенствование «Vorpal Blades».
В компьютерной игре Destiny 2 оружие может иметь особенность '«Vorpal»' (в официальной локализации '«Стрижающее оружие»'), увеличивающую урон по боссам и другим игрокам во время использования ими ультимативной способности.
В компьютерной игре Heroes of Might & Magic V у владык демонов (фракция Инферно) есть способность «Стрижающий меч», позволяющая им при атаке и контратаке гарантированно убить одно существо в атакуемом отряде (при расчёте урона численность отряда уменьшается на 1, а потом ему наносится урон).